# Hydrosmecta fastidiosa
Hydrosmecta fastidiosa är en skalbaggsart som beskrevs av Thomas Casey 1911. Hydrosmecta fastidiosa ingår i släktet Hydrosmecta och familjen kortvingar. Inga underarter finns listade i Catalogue of Life.